# Enrique V, duque de Baviera
Enrique V, duque de Baviera (ca. 960-17 de febrero de 1026), perteneciente a la Casa de Luxemburgo, fue conde de Luxemburgo con el nombre de Enrique I desde 998 hasta 1026, y duque de Baviera, como Enrique V, desde 1004 a 1009 y otra vez desde 1017 hasta 1026. Enrique era hijo de Sigfrido de Luxemburgo y Eduviges de Nordgau.
Defensor de las abadías de Saint-Maximin en Tréveris y Saint-Willibrord en Echternach, títulos hereditarios dentro de su familia.
En 1004, en la Dieta de Ratisbona, Baviera, recibió de su cuñado, el emperador Enrique II, el ducado de Baviera. En una disputa con el emperador en 1009, se le retiró el ducado, pero se le restableció en 1017. Nunca se casó y su condado pasó a su sobrino Enrique II y Baviera regresó al emperador Conrado II, quien lo dio a su hijo, el emperador Enrique VI el Negro.

## Sucesión
| Predecesor: Enrique IV de Baviera | Duque de Baviera 1004-1009                  | Sucesor: Enrique IV de Baviera |
| Predecesor: Enrique IV de Baviera | Duque de Baviera 1017-1026                  | Sucesor: Enrique VI el Negro   |
| Predecesor: Sigfrido I            | Conde de Luxemburgo como Enrique I 998-1026 | Sucesor: Enrique II            |

- Datos: Q328391
- Multimedia: Henry I, Count of Luxembourg / Q328391